# National Stadium (Dhaka)
Das National Stadium (bengalisch জাতীয় স্টেডিয়াম, ঢাকা Jātīẏa sṭēḍiẏāma, ḍhākā) liegt im Stadtzentrum Dhakas, der Hauptstadt Bangladeschs.

## Geschichte
Das 36.000 Sitzplätze bietende Nationalstadion, das auch unter den Namen Number 1 National Stadium oder Dhaka Stadium bekannt ist, wurde 1954 eröffnet. Nach dem Unabhängigkeitskrieg erhielt es  seinen offiziellen Namen zu Ehren Sheikh Mujibur Rahmans. Dieser galt als so genannter Vater der Nation und wurde gemeinhin mit dem Ehrennamen Bangabandhu (deutsch „Freund Bengalens“) betitelt. 1998 erfolgte eine Renovierung der Anlage. Im selben Jahr wurde hier die ICC KnockOut 1998 ausgetragen. Nach dem Sturz der von Hasina Wajed geführten Awami-Liga-Regierung wurde das Bangabandhu National Stadium  am 12. Februar 2025 in National Stadium Dhaka umbenannt.

## Nutzung
Bis zum 1. März 2005 war es die Heimspielstätte der Cricket-Nationalmannschaft von Bangladesch. Das von außen aufgrund der zahlreichen Ladengeschäfte eher als Einkaufszentrum erscheinende Stadion wurde es lange Zeit nur noch für Fußballspiele genutzt. Am 17. Februar 2011 fand hier die Eröffnungszeremonie des Cricket World Cup 2011 statt, während des eigentlichen Turnieres wurden in dem Stadion jedoch keine Spiele ausgetragen. Am 19. April 2011 fanden hier die nationalen Leichtathletikmeisterschaften statt. Mit dabei war auch die Olympiateilnehmerin Beauty Nazmun Nahar.